# Overheard 2
Overheard 2 (竊聽風雲: 2, Sit ting fung wan 2) è un film del 2011, scritto e diretto da Felix Chong e Alan Mak.

## Trama
Jack Ho investiga su un incidente stradale nel quale è rimasto coinvolto un'importante figura della finanza e sospetta che qualcuno di molto importante stia seguendo da vicino le mosse dell'uomo.

## Distribuzione
Il film è stato distribuito in Italia a partire dal 25 Settembre 2013, senza passare per le sale cinematografiche, direttamente in home video per conto della CG Entertainment, in collaborazione con la Tucker Film e il Far East Film Festival.

## Riconoscimenti
- 2011 - Golden Horse Film Festival
  - Nomination Miglior montaggio a Curran Pang
  - Nomination Miglior coreografie action a Dion Lam
  - Nomination Miglior Sound Designer a Kinson Tsang
- 2012 - Hong Kong Film Awards
  - Nomination Miglior montaggio a Curran Pang
  - Nomination Miglior film a Felix Chong e Alan Mak
  - Nomination Miglior attore a Sean Lau e Kenneth Tsang
  - Nomination Miglior regia a Felix Chong e Alan Mak
  - Nomination Miglior sceneggiatura a Felix Chong e Alan Mak
  - Nomination Miglior fotografia a Flecther Poon
  - Nomination Miglior colonna sonora a Chan Kwong-wing
  - Nomination Miglior Sound Designer a Kinson Tsang
- 2012 - Asian Film Awards
  - Nomination Miglior sceneggiatura a Felix Chong e Alan Mak
  - Nomination Miglior montaggio a Curran Pang
- 2012 - Chinese Film Media Awards
  - Nomination Miglior attore non protagonista aKenneth Tsang
- 2012 - Hong Kong Film Critics Society Awards
  - Miglior regia a Felix Chong e Alan Mak
  - Nomination Miglior attore a Sean Lau
  - Nomination Miglior sceneggiatura a Felix Chong e Alan Mak